# Мосул (вілаєт)

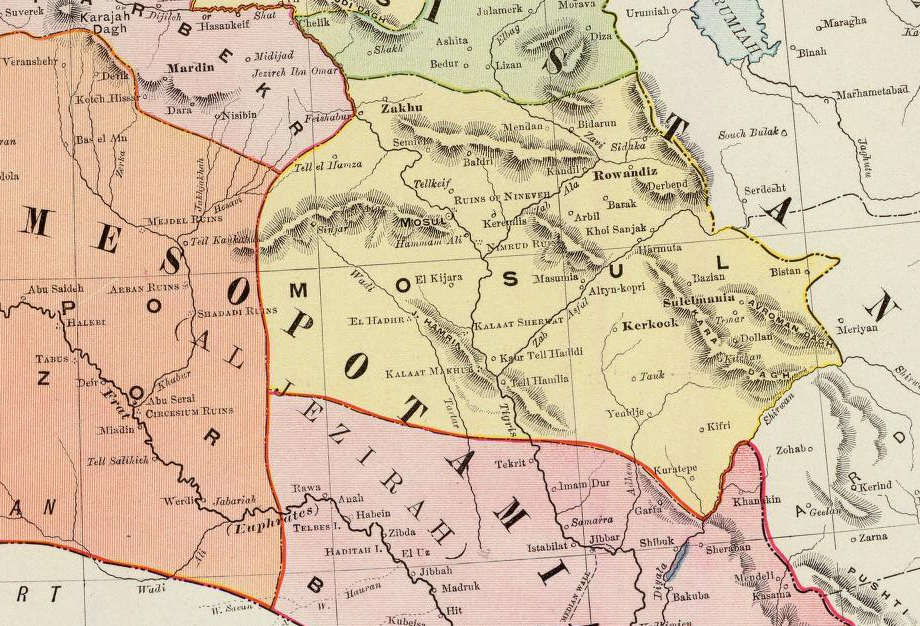
Вілайят Мосул в 1897

Провінція Мосул, або Вілаєт Мосул (осман. ولايت موصل, Vilâyet-i Musul) — адміністративна одиниця Османської імперії, утворена з північних санджаків вілаєту Багдад у 1878 . Існував з 1878 по 1918. 

## Історія
11 листопада 1918 територія вилайєту захоплена британськими військами і він був скасований Мудросським перемир'ям. У 1919 Ліга Націй передала область Мосул під мандат (володіння) Великої Британії на умовах Севрського мирного договору. На момент закінчення Першої світової війни територія Іраку входила до складу Османської імперії, і в адміністративному плані складалася з 3 вілаєтів — Мосульского, Багдадського та Басорського. У ході війни англійці зайняли Басорський та Багдадський вілаєти, а 8 листопада 1918, порушивши умови підписаного 30 жовтня Мудросського перемир'я з Османською імперією, зайняли і Мосульський вілаєт, приєднавши його, фактично, до Іраку. 
Провінція Мосул займала територію північно-східного Іраку (частина Курдистану). Більшість населення на початок XX століття — курди. 

## Адміністративно-територіальний поділ
Мосул (вілаєт) був розділений на три санджаки, а саме на такі адміністративно-територіальні одиниці:
- Санджак Мосул
- Санджак Кіркук (Schahrazor)
- Санджак Сулейманія

## Економіка
Був важливим центром вирощування пшениці, ячміня, проса та жита. Також  на внутрішній ринок постачалися фрукти та овочі. Мосул був важливим центром торгівлі килимами з Персії. звідси їх через Алеппо та Самсун відправляли до Стамбулу, Лондона, Марсель й Нью-Йорка. Більша частина йшла до Європи.

## Примітка
1. ↑  Asia by A. H. Keane, page 460The accuracy of the population figures ranges from "approximate" to "merely conjectural" depending on the region from which they were gathered.
2. ↑  Geographical Dictionary of the World. Concept Publishing Company. с. 1230. ISBN 978-81-7268-012-1. Архів оригіналу за 5 липня 2014. Процитовано 1 червня 2013.
3. ↑   Чисхолм, Хью, издание. (1911). "Турция, Багдад (вилайет)". Британская энциклопедия (11-е изд.). Издательство Кембриджского университета.
4. ↑  Musul Vilayeti|Tarih ve Medeniyet. Архів оригіналу за 18 травня 2015. Процитовано 16 липня 2014.

| Історія Курдистану | Це незавершена стаття з історії Курдистану. Ви можете допомогти проєкту, виправивши або дописавши її. |

| Прапор Іраку | Це незавершена стаття про Ірак. Ви можете допомогти проєкту, виправивши або дописавши її. |